# Herrestatjärnen
Herrestatjärnen är en sjö i Kramfors kommun i Ångermanland och ingår i Nätraån-Ångermanälvens kustområde. Sjön har en area på 0,0727 kvadratkilometer och ligger 138,4 meter över havet.

## Delavrinningsområde
Herrestatjärnen ingår i det delavrinningsområde (699783-162638) som SMHI kallar för Inloppet i Gällstasjön. Medelhöjden är 116 meter över havet och ytan är 2,5 kvadratkilometer. Räknas de 24 avrinningsområdena uppströms in blir den ackumulerade arean 106,44 kvadratkilometer. Avrinningsområdets utflöde Dockstaån (Utanskogsån) mynnar i havet. Avrinningsområdet består mestadels av skog (72 procent) och öppen mark (15 procent). Avrinningsområdet har 0,07 kvadratkilometer vattenytor vilket ger det en sjöprocent på 3 procent.